# Solanum maternum
Solanum maternum är en potatisväxtart som beskrevs av Lynn Bohs. Solanum maternum ingår i släktet skattor som ingår i familjen potatisväxter. Inga underarter finns listade i Catalogue of Life.